# Charlie Nguyễn
Nguyễn Chánh Trực (sinh ngày 25 tháng 9 năm 1968), thường được biết đến với nghệ danh Charlie Nguyễn, là một nam nhà làm phim người Mỹ gốc Việt. Nổi tiếng qua những bộ phim đa dạng mọi thể loại xuyên suốt sự nghiệp, ông được đánh giá là một trong những nhà làm phim xuất sắc nhất của điện ảnh Việt Nam trong thế hệ của mình.

## Tiểu sử
Charlie Nguyễn tị nạn qua Mỹ (Quận Cam, California) năm 1982 cùng với gia đình (trong đó có em trai Johnny Trí Nguyễn và em gái Tawny Trúc Nguyễn). Năm 1995, anh đã lập gia đình với Diane Nguyễn. Vợ anh làm trong lĩnh vực kinh doanh, hai vợ chồng có một con gái sinh năm 1996 là võ sĩ karate Jasmine Nguyễn.
Năm 1992, Charlie Nguyễn lập công ty sản xuất phim/video mang tên Cinema Pictures, sau này đã được đổi thành Hãng phim Chánh Phương (Chánh Phương Films). Phim đầu tiên của anh, Thời Hùng Vương 18 (đạo diễn/biên kịch/sản xuất/biểu diễn võ thuật), là một bộ phim được cấp kinh phí độc lập và tạo phong thái cho những bộ phim sôi động truyền cảm hứng cho đề tài kịch, võ thuật và lịch sử Việt Nam.
Các phim tiêu biểu của anh có: Thời Hùng Vương 18 (sản xuất/biên kịch/đạo diễn), Vật đổi sao dời (biên kịch/đạo diễn), Để Mai tính (đạo diễn/diễn viên), Long Ruồi (đạo diễn/đoạt kỷ lục doanh thu/đạo diễn xuất sắc cánh diều vàng), Cưới ngay kẻo lỡ (biên kịch/đạo diễn), Khát vọng Thăng Long (biên kịch), Bụi đời Chợ Lớn (biên kịch/đạo diễn), Tèo em (biên kịch/đạo diễn) và Dòng máu anh hùng (đạo diễn/biên kịch/sản xuất) – đây là bộ phim giành được sự yêu thích của khán giả Việt Nam. Bộ phim đã mang về cho anh giải thưởng của ban giám khảo thể loại phim truyện tại Liên hoan phim châu Á-Thái Bình Dương - Los Angeles lần thứ 23, giải Bông sen bạc (không có vàng) tại Liên hoan phim Việt Nam và Giải Mai Vàng 2007.
Anh từng nói là: "Tôi hạnh phúc vì được làm phim Việt. Thật ra tôi cũng không mê phim hành động lắm. Tôi thích nhiều thể loại phim khác nhau".

## Danh sách phim
| Năm  | Tựa đề                  | Vai trò  | Vai trò  | Vai trò   | Ghi chú           |
| Năm  | Tựa đề                  | Đạo diễn | Sản xuất | Biên kịch | Ghi chú           |
| ---- | ----------------------- | -------- | -------- | --------- | ----------------- |
| 1994 | Thời Hùng Vương 18      | Có       | Không    | Có        |                   |
| 2001 | Vật đổi sao dời         | Có       | Không    | Không     |                   |
| 2007 | Dòng máu anh hùng       | Có       | Có       | Có        |                   |
| 2010 | Để Mai tính             | Có       | Không    | Không     | Vai diễn: Antoine |
| 2010 | Khát vọng Thăng Long    | Không    | Không    | Có        |                   |
| 2011 | Long Ruồi               | Có       | Không    | Không     |                   |
| 2012 | Cưới ngay kẻo lỡ        | Có       | Không    | Có        |                   |
| 2013 | Bụi đời Chợ Lớn         | Có       | Không    | Có        | Không phát hành   |
| 2013 | Tèo em                  | Có       | Không    | Có        |                   |
| 2014 | Để Mai tính 2           | Có       | Không    | Có        |                   |
| 2016 | Ngọa hổ tàng long 2     | Không    | Có       | Không     |                   |
| 2016 | Fan cuồng               | Có       | Không    | Có        |                   |
| 2017 | Em chưa 18              | Không    | Có       | Có        |                   |
| 2018 | Chàng vợ của em         | Có       | Không    | Có        |                   |
| 2018 | Hồn papa da con gái     | Không    | Có       | Có        |                   |
| 2020 | Người cần quên phải nhớ | Không    | Có       | Không     |                   |

### Biên kịch hài
- Nhất nghệ tinh
- Tai nạn TV
- Tai nạn Radio
- Phải duyên hay nợ
- Hậu sinh khả ố
- Lỡ thời
- Nhịp cầu tri âm
- Tiền là gì
- Kém trí nhớ
- Ông Ninh, ông Nang
- Hài dài Vân Sơn 23 in Thái Lan: Vượt biên giới
- Hài dài Vân Sơn 37 in Campuchia: Đạo nghĩa giang hồ